# Vittorio Amedeo Ferrero Fieschi
Vittorio Amedeo Ferrero Fieschi, książę Masserano (ur. 1687, zm. 1743) – włoski arystokrata i hiszpański dyplomata. Kawaler hiszpańskiego Orderu Złotego Runa od 1709 roku.
W latach 1741–1742  był ambasadorem Hiszpanii w Turynie.
Jego żoną została Giovanna Irene Caracciolo (1697–1721) pochodząca z Neapolu. Poślubił ją w 1712 w Madrycie. Miał z nią syna, którym był Vittorio Filippo Ferrero Fieschi (1713–1777), który podobnie jak ojciec został dyplomatą w służbie hiszpańskiej.